# Hell Awaits
Hell Awaits is het tweede studioalbum van Slayer. Het album werd uitgebracht in maart 1985 bij Metal Blade Records.

## Tracklist
| Nr. | Titel                     | Schrijver(s)                         | Duur |
| --- | ------------------------- | ------------------------------------ | ---- |
| 1.  | Hell Awaits               | Kerry King, Jeff Hanneman            | 6:16 |
| 2.  | Kill Again                | Kerry King, Jeff Hanneman            | 4:56 |
| 3.  | At Dawn They Sleep        | Kerry King, Jeff Hanneman, Tom Araya | 6:17 |
| 4.  | Praise of Death           | Kerry King, Jeff Hanneman            | 5:21 |
| 5.  | Necrophiliac              | Kerry King, Jeff Hanneman            | 3:46 |
| 6.  | Crypts of Eternity        | Kerry King, Jeff Hanneman, Tom Araya | 6:40 |
| 7.  | Hardening of the Arteries | Jeff Hanneman                        | 3:55 |

## Bandleden
- Tom Araya - Basgitaar, zang
- Jeff Hanneman - Gitaar
- Kerry King - Gitaar, achtergrondzang
- Dave Lombardo - Drums